# Pippo Pollina

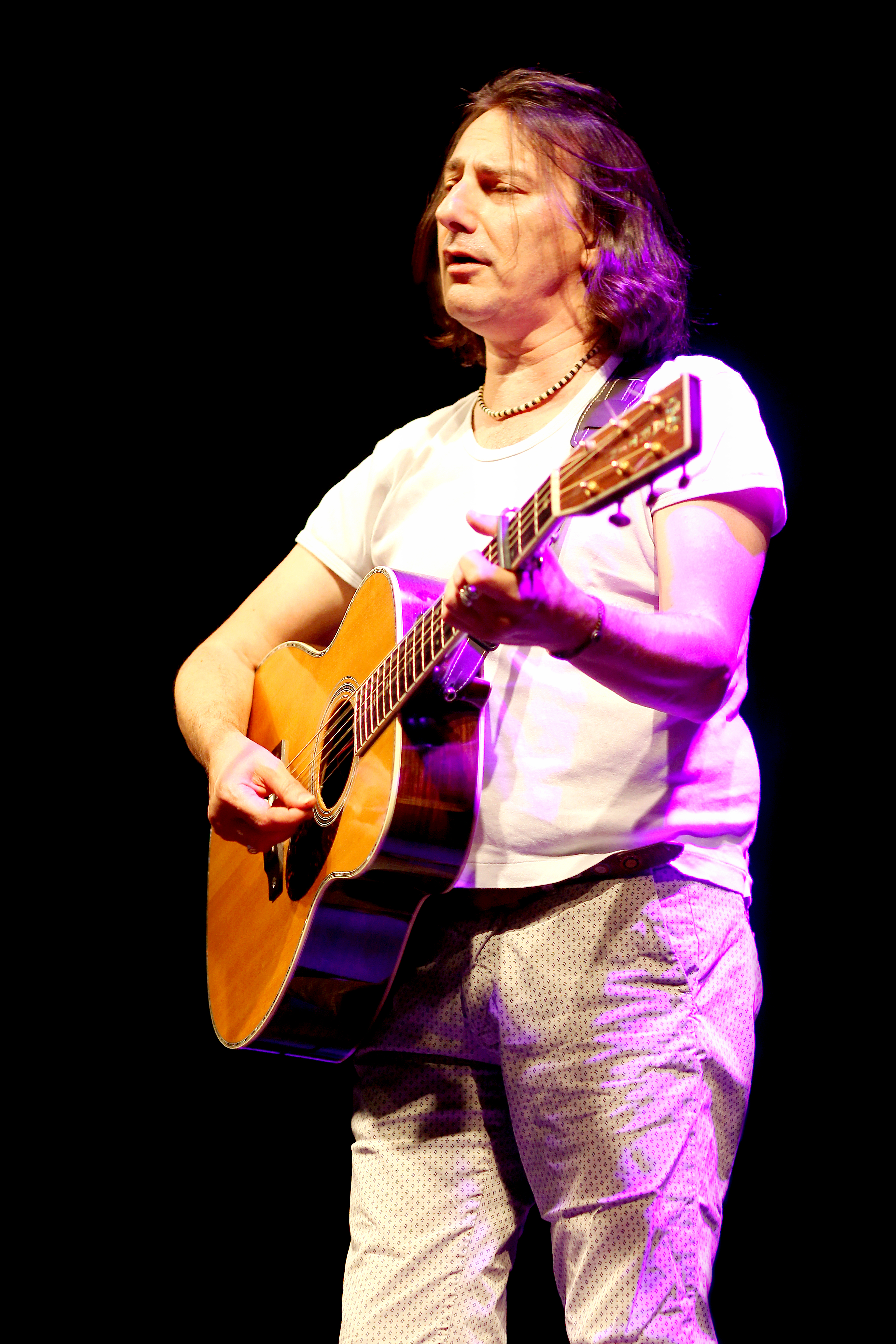
Pippo Pollina (2018)

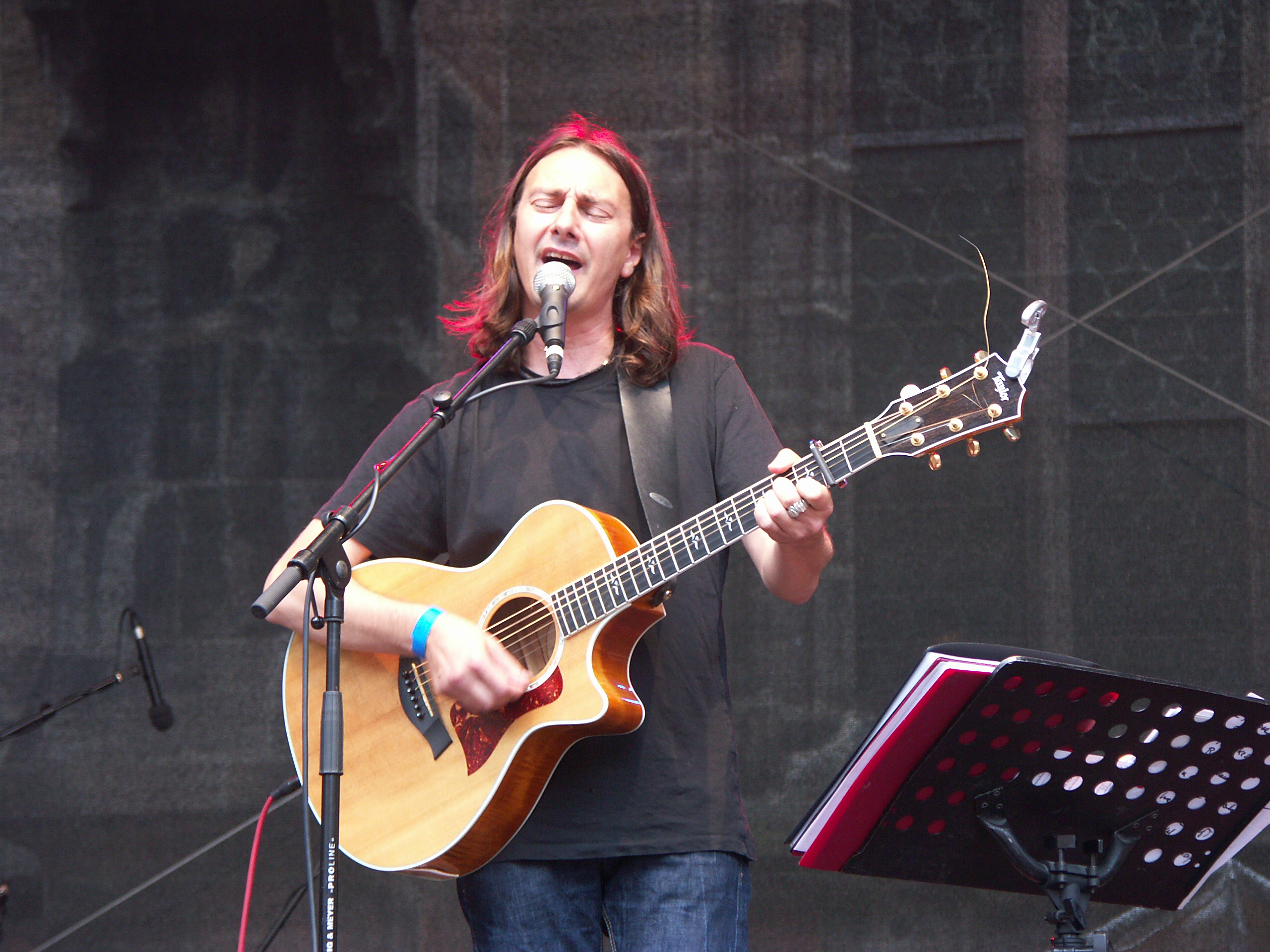
Pippo Pollina (2009)

Giuseppe „Pippo“ Pollina (* 18. Mai 1963 in Palermo) ist ein italienischer Cantautore und Musiker.

## Lebenslauf
Pollina wurde 1963 in Palermo als Sohn des Anwalts Enzo Pollina und seiner Frau Giuseppina geboren und lebte dort bis zu seinem 21. Lebensjahr. Mit sechs Jahren wurde er beim Spielen von einem Auto angefahren. Dieser schwere Unfall bescherte ihm eine starke Einschränkung des Sehvermögens. Er entwickelte schon früh Interesse an Musik, Politik und Archäologie – Themen, die sein Werk bis heute prägen.
Mit anderen Jungen gründete er die Gruppe Agricantus, mit der er erste musikalische Erfahrungen im Ausland sammeln konnte, darunter auch ein Konzert in der DDR. Die Musik dieser Phase orientierte sich an der chilenischen, politisch stark engagierten Gruppe Inti-Illimani und verbindet diese Einflüsse mit Klängen der sizilianischen Volksmusik und der sizilianischen Sprache. Schon früh nahm er am Konservatorium Amici della musica in Palermo das Studium der klassischen Gitarre und Musiktheorie auf.
Pollina begann an der Universität Palermo Rechtswissenschaft zu studieren, um sich als politischer Journalist gegen die Mafia zu engagieren, deren Einfluss in Sizilien damals sehr hoch war und das Leben der Menschen im Alltag beeinträchtigte. Zu Beginn der 1980er Jahre begann Pollinas Mitarbeit in der catanesischen Monatszeitschrift I siciliani, deren Chefredakteur Giuseppe Fava zu den Journalisten gehörte, die gegen die Mafia arbeiteten und darum bemüht waren, die engen Verbindungen zwischen Politik und Mafia zu enthüllen. Fava hatte konkrete Namen von Politikern genannt, die mit der Cosa Nostra zusammenarbeiteten, und wurde daraufhin in Catania von der Mafia ermordet. Die ausweglose politische Lage und wachsenden künstlerischen Spannungen mit Agricantus veranlassten ihn, sein Studium zu unterbrechen und eine Aus- und Reflexionszeit außerhalb Süditaliens zu nehmen. So brach er 1985 als Straßenmusiker zu einer Reise durch ganz Europa auf. Er blieb seiner Heimat bis heute verbunden und engagiert sich vor allem musikalisch gegen Machtmissbrauch und Korruption sowie für den Frieden.
Der Sprung, seine Musik von der Straße auf die Bühne und auf Tonträger zu bringen, wurde durch die Bekanntschaft mit dem Schweizer Liedermacher Linard Bardill initiiert, der Pollina ansprach, während er in Luzerns Fußgängerzone musizierte. Bardill lud den jungen Unbekannten ein, ihn sowohl auf seinem neuen Album I nu passaran als auch auf der dazugehörigen 60 Konzerte umfassenden Tour zu begleiten. Dies war der Auftakt der professionellen musikalischen Aktivität Pollinas und der Beginn einer bis heute bestehenden, musikalisch geprägten Freundschaft, aus der noch weitere gemeinsame Alben hervorgingen. Entscheidend für den Bekanntheitsgrad Pollinas war auch die Bekanntschaft und Zusammenarbeit mit Konstantin Wecker, der vom Talent des jungen Italieners so überzeugt war, dass er ihn einlud, gemeinsam Stücke zu schreiben. Aus dieser Zusammenarbeit stammen die zweisprachigen Lieder Questa nuova realtà und Terra, die sie auf Weckers Uferlos-Tour 1993 gemeinsam auf der Bühne sangen. Pollina erhielt außerdem die Gelegenheit, sich selbst und seine eigene Musik zu präsentieren.
Inzwischen ist Pollina in Deutschland, Italien, Österreich, Frankreich, der Schweiz und den Niederlanden unterwegs und findet immer neue musikalische Ausdrucksmöglichkeiten mit verschiedenen Musikern und instrumentellen Besetzungen. Er lebt in Zürich, ist verheiratet und hat zwei Kinder, die ebenfalls musikalisch aktiv sind. Pollinas Tochter Madlaina Pollina ist Teil des akustischen Duos Steiner & Madlaina, sein Sohn Julian Pollina ist mit deutschen Texten musikalisch als Faber unterwegs.

## Musik
Pollinas Musik ist vor allem durch seinen kraftvollen, emotionalen Gesang und seine lyrischen Erzählungen geprägt. Er verfasst seine Texte in italienischer Sprache, in Einzelfällen auch in sizilianischem Dialekt. Er verwebt immer wieder Zeilen anderer europäischer Sprachen in seinen Texten. Er selbst begleitet sich auf der Gitarre, am Klavier oder mit dem Tamburin, einem Instrument, das traditionell in der sizilianischen Musik eingesetzt wird.
Charakteristisch ist Pollinas Offenheit für die Zusammenarbeit mit anderen Künstlern, die dazu geführt hat, dass er sich in seiner langen musikalischen Laufbahn stets weiterentwickelt hat und verschiedene stilistische Varianten ausformen konnte. Er arbeitete unter anderem mit Georges Moustaki, Inti-Illimani, Franco Battiato, Nada, Charlie Mariano, Linard Bardill, Patent Ochsner und Schmidbauer/Kälberer zusammen.
Eine besondere Arbeit Pollinas war die Komposition einer Oper mit dem Titel Ultimo volo (Letzter Flug). Das Werk ist der Tragödie von Ustica gewidmet. Die Oper wurde am 27. Juni 2007 in Bologna uraufgeführt und anschließend auch in die deutsche Sprache übersetzt und in Deutschland gespielt.
2009 veröffentlichte Pollina das Album Fra due Isole (Zwischen zwei Inseln) in Zusammenarbeit mit dem Jugendorchester des Konservatoriums von Zürich unter der Leitung von Massimiliano Matesic. Die Musiker unternahmen eine Tournee durch Italien, die filmisch dokumentiert wurde. Im gleichen Jahr veröffentlichte er Grida No, die italienische Version von Sage Nein! von Konstantin Wecker. Das Album Süden, das Pollina mit dem bayrischen Duo  Werner Schmidbauer und Martin Kälberer konzipierte und auf einer 99 Konzerte umfassenden Tournee in Deutschland, Österreich, Italien und der Schweiz präsentierte, erschien 2013. Diese erfolgreiche Kooperation fand ihren Höhepunkt bei einem finalen 100. Konzert im August 2013 in der Arena von Verona.
Das Album L’appartenenza (Die Zugehörigkeit) erschien im Januar 2014. Vom Frühjahr 2014 bis Sommer 2015 tourte Pollina damit u. a. durch Deutschland, Österreich, die Schweiz und Italien. Mit dem Album gelang ihm erstmals mit einem nur aus eigenen Liedern bestehenden Album der Einstieg in die Charts in Deutschland und der Schweiz. Die Tournee endete im August 2015 mit dem Finale im Hallenstadion in Zürich, unter anderem mit Orchester und vielen musikalischen Gästen. Im Januar 2017 erschien das Album Il sole che verrà (Die Sonne, die wiederkommt). Die CD konnte die bisher höchsten Chartplatzierungen erreichen, Rang 3 in der Schweiz, Rang 62 in Deutschland. Auf diesem Album befinden sich auch Duette mit der Sopranistin Odilia Vandercruysse, der argentinischen Sängerin Marili Machado und der norwegischen Sängerin Rebekka Bakken. Seit dem Erscheinen tourt Pollina mit seiner Band auch wieder in Europa, hauptsächlich in Deutschland, der Schweiz, Österreich und Italien. 2017 trat er bei Lieder auf Banz auf und erneut 2019. Dabei sang er mit Wolfgang Niedecken und Werner Schmidbauer.

## Film
Pollina war neben seiner musikalischen Aktivität auch als Hauptdarsteller im Kinofilm Ricordare Anna (2005) des Schweizer Regisseurs Walo Deuber zu sehen. Das Drama erzählt die wahre Geschichte eines sizilianischen Straßenmusikers, der an Aids stirbt und dem die ebenfalls infizierte Frau und deren zwei Kinder in den Tod folgen. Pollina wurde für die Rolle ausgewählt, weil er den Musiker gekannt und geschätzt hatte.

## Autor
2011 veröffentlichte Pollina seine Autobiographie Abitare il sogno: vita e musica di Pippo Pollina, die er auf einer Tournee vorstellte; 2017 wurde das Buch auf Deutsch unter dem Titel Verse für die Freiheit: Mein Leben, meine Lieder veröffentlicht. 2022 erschien sein Kriminalroman Der Andere, dessen Protagonisten sich gegen die Mafia engagieren.

## Diskografie

### Studio-, Livealben und Compilationen
- 1987: Aspettando che sia mattino
- 1989: Sulle orme del Re Minosse
- 1991: Nuovi giorni di settembre
- 1993: Le pietre di Montsegùr
- 1995: Dodici lettere d’amore
- 1997: Il giorno del falco
- 2000: Rossocuore
- 2000: Elementare Watson
- 2001: Versi per la libertà
- 2002: Insieme (gemeinsam mit Linard Bardill)
- 2003: Racconti brevi
- 2005: Bar Casablanca
- 2006: Racconti e canzoni (Live-CD und DVD)
- 2007: Ultimo volo (Theateroper über das Flugzeugunglück von Ustica)
- 2008: Di nuovo insieme (live, gemeinsam mit Linard Bardill)
- 2009: Caffè Caflisch (Canzoni di amanti e migranti / Lieder über die Heimat in der Fremde, gemeinsam mit Linard Bardill)
- 2009: Fra due isole (mit dem Jugendsymphonieorchester des Zürcher Konservatoriums)
- 2012: Süden (mit Werner Schmidbauer und Martin Kälberer)
- 2014: L’appartenenza
- 2014: Grande Finale (Livemitschnitt aus der Arena di Verona)
- 2017: Il sole che verrà
- 2019: Süden II (mit Werner Schmidbauer und Martin Kälberer)
- 2022: Canzoni segrete
- 2024: Nell’attimo

### Singles und Auftritte in anderen Tonträgern
- 1987: Mitarbeit bei I Nu Passaran von Linard Bardill
- 1988: La casa di Armon (Lied zur Compilation Viva Natira)
- 1993: Questa nuova realtà (Single, gemeinsam mit Konstantin Wecker)
- 1996: L’anima ombrosa del mio verbo (Lied zur Compilation Stop Aids Songs)
- 1997: Cambierà (Single)
- 1998: Ken (Maxi-Single)
- 1999: Finnegan’s Wake (Single)
- 2002: Gioia di vivere (auf dem Album Ma dove vai von Ombre di Luci)
- 2003: Camminando (Compilation)
- 2005: Chiaramonte gulfi (Single)

## Videoalben
- 2005: Ricordare Anna (Spielfilm)
- 2006: Viaggio in Italia
- 2006: Racconti e canzoni (live)
- 2012: Zwischen Inseln – Fra due Isole (Doppel-DVD, Dokumentation und Konzert)
- 2013: Süden – Das Konzert (Live aus dem Zirkus Krone)
- 2013: I concerti del compleanno – Pippo Pollina & Band live at Volkshaus Zürich (Dreifach-DVD)[16]
- 2014: Grande Finale (Livemitschnitt des Konzertes in der Arena di Verona)
- 2015: Live at Hallenstation Zürich 22 agosto 2015

## Preise und Auszeichnungen
Er wurde u. a. 1996 mit dem Ravensburger Kupferle ausgezeichnet, erhielt 2012 den Schweizer KleinKunstPreis und im Jahr darauf den Preis „Freiburger Leiter Musik 2013“ der 25. Internationalen Kulturbörse Freiburg.
- 1989: Preis des Schweizer Fernsehens
- 1996: Förderpreis der Stadt Zürich
- 1996: Ravensburger Kupferle
- 1999: Sterne des Jahres-Preis der Abendzeitung München
- 2003: Preis Una Casa per Rino, Crotone
- 2005: Preis des Festivals der unabhängigen Labels in Faenza
- 2005: Preis der Stadt Palermo für die Rolle in Ricordare Anna
- 2007: Preis Premio alla Carriera beim Festival des italienischen Autorenliedes Canzone italiana d'autore in München
- 2009: Preis der deutschen Schallplattenkritik für die CD Caffè Caflish
- 2009: Preis Padre Pino Puglisi nel mondo, Palermo
- 2010: Preis Pino Veneziano, Trapani
- 2011: Preis Premio Giacosa Colleretto
- 2011: Preis Premio musica e cultura-Peppino Impastato
- 2011: Preis Premio Lunezia, Marina di Carrara
- 2012: Preis Premio lettarario città di Sciacca
- 2012: Schweizer KleinKunstPreis, Thun
- 2013: Preis der Freiburger Kulturbörse Freiburger Leiter

## Schriften
- Verse für die Freiheit. Mein Leben, meine Lieder.  Mit 146 Fotos und zweisprachigen Liedtexten. Rotpunktverlag, Zürich 2017, ISBN 978-3-85869-770-7.
- Der Andere. Kein & Aber, Zürich 2022, ISBN 978-3-0369-5894-1